# St. Jakobus (Recklinghausen)

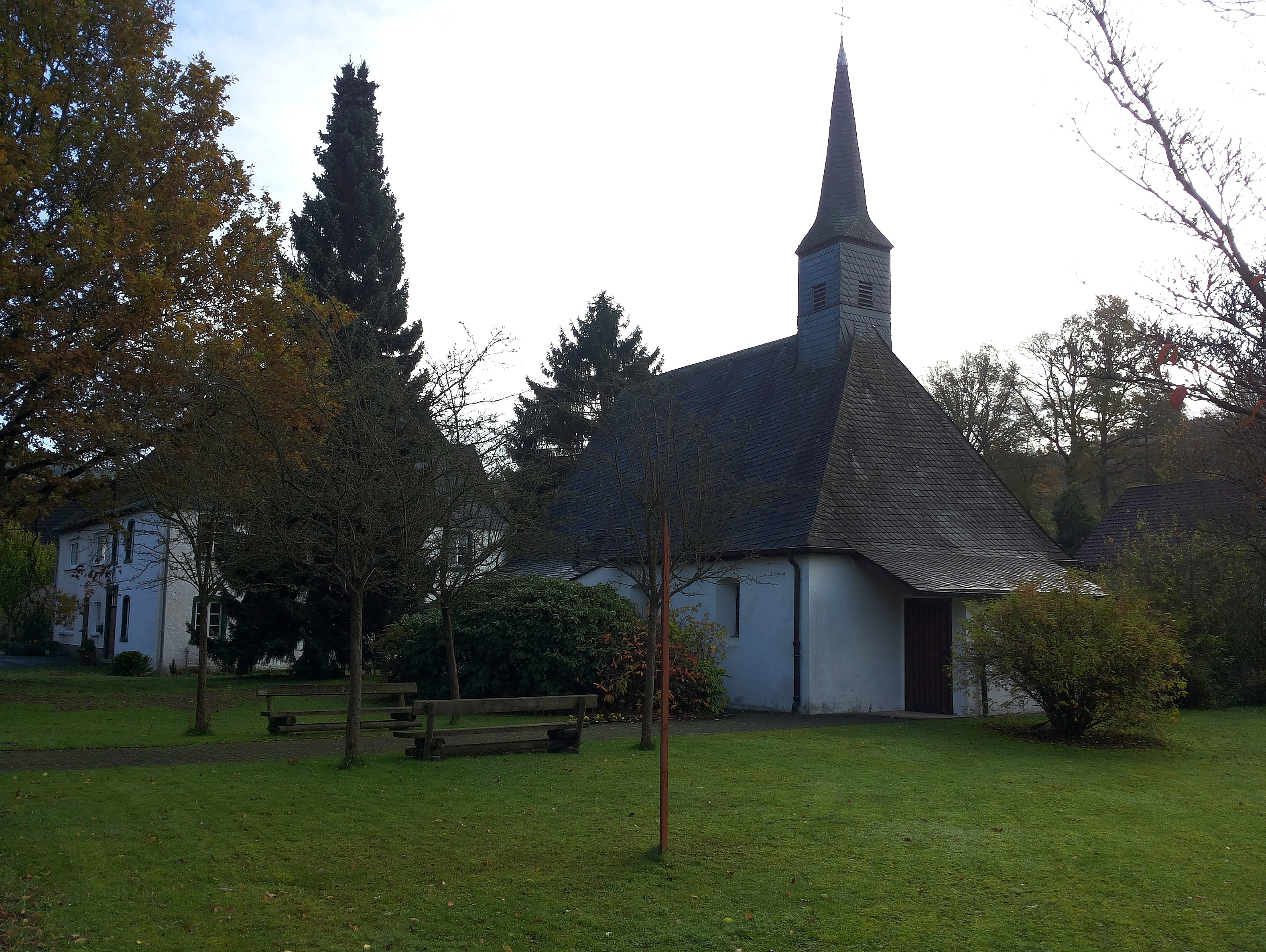
St.-Jakobus-Kapelle

St. Jakobus ist eine Kapelle in Recklinghausen, Sundern. 
Das genaue Baujahr ist unbekannt. Die Kapelle scheint im 15. Jahrhundert gestiftet worden zu sein. Erste schriftliche Nachrichten enthält ein Restaurierungsbericht der baufällig gewordenen Kapelle aus dem Jahr 1611. Es ist daher anzunehmen, dass der Bau deutlich älter ist. Die Kapelle ist ein kleiner Saalbau im Stil der Renaissance. Sie ist einschiffig mit 3/8 Schluss, mit einem verschieferten Walmdach und kleinem Dachreiter. Die Fenster und der Eingang sind flachbogig.
In der Kapelle befindet sich ein Bildnis des heiligen Jakobus aus dem 17. Jahrhundert.
In den Jahren 1963/64 wurden Kirche und Altar restauriert.